# Шидлер, Таддеус
Таддеус Руттер Шидлер (англ. Thaddeus Rutter Shideler; 17 октября 1883, Марион, Индиана — 22 июня 1966, Collbran, Колорадо) — американский легкоатлет, серебряный призёр летних Олимпийских игр 1904 года.
На Играх 1904 года в Сент-Луисе Шидлер участвовал только в беге на 110 м с барьерами. Сначала он занял второе место в полуфинале, а затем второе в финале, выиграв серебряную медаль.